# 溫源寧
温源宁（1899年—1984年1月13日）广东陆丰人。中华民国英文学家、翻译家、外交官、政治人物。

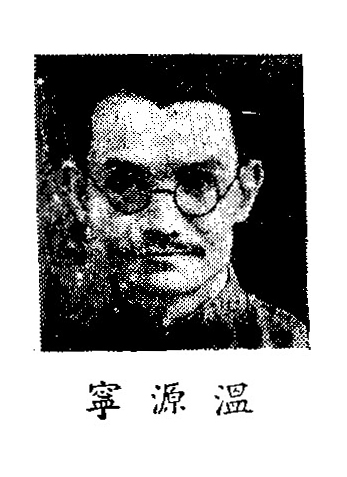
制憲國民大會代表溫源寧

## 生平

### 北京任教
温源宁早年就读于英国剑桥大学国王学院，获得法学硕士学位。1925年起，历任北京大学西方语言文学系教授兼英文组主任、清华大学西洋文学系教授、北平大学女子师范学院外国文学系讲师等职。
温源宁在清华大学任教时，是学生錢鍾書“最敬爱的老师”之一，温源宁也很喜欢錢鍾書，曾给予錢鍾書“超”的最高分。錢鍾書刚读大学三年级时，温源宁曾主动提出介绍錢鍾書赴伦敦大学东方语文学院教授中国语文。錢鍾書用航空快信将这一喜讯报告父亲钱基博，钱基博于1931年10月31日给儿子回信称，要“勿太自喜”，因为“立身正大，待人忠恕”较“声名大、地位高”更重要。

### 上海办刊
1933年，温源宁赴上海，应光华大学文学院院长钱基博邀请，出任光华大学教授。1934年1月，温源宁成为《中国评论周报》（The China Critic Weekly）的一位撰稿编辑，在1月4日出版的第7卷上新开了一个专栏“Unedited Biographies（人物志稿）”。有一部分文章是钱锺书等人在温氏的名义下写的。温源宁在该专栏先后撰写并发表了二十多篇评论中国当代文化名人的文章。林语堂曾将其中评论吴宓及胡适的文章翻译为中文，分别刊登在林语堂主编的《人间世》第2期（1934年4月20日）及第3期（1934年5月5日）。1935年1月，温源宁挑选出其中17篇，即评论吴宓、胡适、徐志摩、周作人、梁遇春、王文显、朱兆莘、顾维钧、丁文江、辜鸿铭、吴赉熙、杨丙辰、周廷旭、陈通伯、梁宗岱、盛成、程锡庚的文章，取名为“Imperfect Understanding”，交给上海别發洋行（Kelly & Walsh Ltd.）刊行。此后，1935年3月，錢鍾書在《人间世》第29期發表了一篇书评，书评中将该书中文名译为《不够知己》，并对书中内容进行品评。
1935年，应吴经熊邀请，温源宁担任英文杂志《天下月刊》（T'ien Hsia Monthly）的主编。1935年5月6日，吴经熊组织的《天下月刊》编辑部在上海的办公室里召开第一次聚会。吴经熊在英文自传《超越东西方》（Beyond East and West）中回忆称，自己在《中国评论周报》（The China Critic Weekly）的一次宴会上结识温源宁，此后成为好友。一天，二人谈到创办一个中英文的文化兼文学月刊，以向西方解释中国文化。吴经熊当时任立法院立法委员，兼任中山文化教育馆宣传部部长。吴经熊商得立法院院长兼中山文化教育馆馆长孙科同意，通过中山文化教育馆创办了《天下月刊》。吴经熊和温源宁邀请来林语堂、全增嘏加入编辑部，并请来余铭充当广告经理，将《天下月刊》编辑部办公室设在上海愚园路，吴经熊提出了“天下”这一刊名。《天下月刊》由中山文化教育馆印行，第1期于1935年8月问世。主编为温源宁，编辑为林语堂、全增嘏、姚克等人。温源宁在每期均发表编辑前言，并且还发表了许多学术论文。
除了任《天下月刊》主编之外，温源宁还曾任太平洋学会中国代表团代表、中国访英团团员、泛亚会议中国代表。1936年，出任立法院立法委员。1937年，任中国国民党中央宣传部国际处驻香港办事处主任。1946年，被选为制宪国民大会代表。

### 出使希腊
1947年起，温源宁长期担任中华民国驻希腊大使。在希腊期间，温源宁曾认真研究希腊历史。在担任驻希腊大使期间，1962年10月10日，第17届联合国大会中，阿尔及利亚总理艾哈迈德·本·贝拉发表首次演说，宣称要使世界和平，必须让中华人民共和国取得在联合国的合法席位。艾哈迈德·本·贝拉发言时，温源宁大使正在中国代表团（由中华民国派出）的席位上半睡半醒；发言结束时，社会主义阵营以及不结盟国家的代表热烈鼓掌喝彩，温源宁听到声音，向四周一望，也鼓掌。次日，美国《纽约时报》头版以大标题“本·贝拉保证与殖民主义奋斗，中国代表也参加喝彩”刊登了有关报道。
此事传回台湾，立法院立法委员、监察院监察委员们纷纷要求将温源宁撤职。中华民国外交部政务次长朱抚松还到立法院备询，但仍未获得多数立法委员满意。后来美国华侨界及华侨报界掀起了更大的批评风潮。随后，中国代表团的薛毓麒在纽约召开记者会，代表中国代表团公开发表意见称，温源宁作为干练的外交官，只是在遵循国际礼仪，并不表示对演讲内容的赞成。由此化解了这场风波。

### 晚年生涯
1968年9月，温源宁卸任中华民国驻希腊大使，回到台湾定居。此后，曾在国立台湾大学教西洋文学史。又应张其昀的邀请，担任中國文化學院西洋文學研究所所长。
此后，温源宁因身体健康状况欠佳，不再教书。1979年美国与中华民国断交，转而同中华人民共和国建交。温源宁中风。
1984年1月13日，温源宁因肺炎在台北空军总医院病逝，享年85岁。

## 著作
- Yüan-ning Wen, Imperfect Understanding, Kelly & Walsh, 1935
  - 温源宁，一知半解，南星譯，长沙：岳麓书社，1988年
  - 温源宁，一知半解及其他，南星等譯，陳子善編，沈阳：辽宁教育出版社，2001年（收錄了Imperfect Understanding及其以外的部分英文作品漢譯）
  - 温源宁，不夠知己，江楓譯，北京：外语教学与研究出版社，2004年（收錄了Imperfect Understanding及其以外的部分英文作品漢譯）
  - 温源宁，不夠知己（英汉对照），江枫译，长沙：岳麓书社，2004年（收錄了Imperfect Understanding及其以外的部分英文作品漢譯）
  - 温源宁，我的朋友胡适之：现代文化名人印象记，南星等譯，沈阳：辽宁教育出版社，2006年（收錄了Imperfect Understanding及其以外的部分英文作品漢譯）
  - Wen Yuan-ning, and others, Imperfect Understanding: Intimate Portraits of Modern Chinese Celebrities, edited by Christopher Rea (Amherst, MA: Cambria Press, 2018). ISBN 9781604979435.